# Erotematik
Erotematik (av grekiska erotema, ’fråga’) är konsten att framställa lämpliga frågor och framlocka åsyftade svar. Erotematiken utvecklades främst under 1800-talet av dåtidens sokratier.